# Chrysothuramminidae
Chrysothuramminidae es una familia de foraminíferos bentónicos de la Superfamilia Parathuramminoidea, del Suborden Fusulinina y del Orden Fusulinida. Su rango cronoestratigráfico abarca desde el Eifeliense (Devónico medio) hasta el Tournaisiense (Carbonífero inferior).

## Discusión
Clasificaciones más recientes incluirían Chrysothuramminidae en el Suborden Parathuramminina, del Orden Parathuramminida, de la Subclase Afusulinina y de la Clase Fusulinata.

## Clasificación
Chrysothuramminidae incluye a los siguientes géneros:
- Chrysothurammina †
- Salpinogthurammina †